# Іфенпродил
Іфенпродил англ. Ifenprodil}) — синтетичний лікарський препарат, який відноситься до групи інгібіторів NMDA-рецепторів, зокрема субодиниць GluN1 (субодиниця 1 гліцин-зв'язуючого NMDA-рецептора) і GluN2B (субодиниця 2 глутамат-зв'язуючого NMDA-рецептора). Крім того, іфенпродил пригнічує GIRK-канали та взаємодіє з альфа1-адренорецепторами, серотоніновими та сигма-рецепторами.
NMDA-рецептори — це мультимерні іонотропні глутаматні рецептори, що складаються з чотирьох субодиниць. GluN1 є обов'язковим для функціональної експресії. Інші субодиницями NMDA-рецепторів є також GluN2A, GluN2B і нещодавно відкриті субодиниця GluN3. Іфенпродил селективно інгібує NMDA-рецептори, що містять субодиницю GluN2B. Іфенпродил у вигляді іфенпродила цитрату застосовується у низці країн, зокрема в Японії та Франції, як церебральний вазодилататор під торговими назвами «Церокрал», «Ділвакс» і «Ваділекс». Станом на 2021 рін препарат проходить ІІІ фазу клінічних досліджень щодо ефективності при застосуванні при коронавірусній хворобі, й ІІ фазу клінічних досліджень щодо ефективності при застосуванні при ідіопатичному фіброзуючому альвеоліті.